# Kvalifikace na Mistrovství světa ve fotbale 1994 (UEFA)
Kvalifikace na Mistrovství světa ve fotbale 1994 zóny UEFA určila 12 účastníků finálového turnaje.
Celkem 38 týmů bylo rozlosováno do 6 skupin po šesti, resp. sedmi týmech. Vzhledem k tomu, že kvůli válce v Jugoslávii byla  Jugoslávie vyloučena, jedna ze skupin skončila jako pětičlenná. Ve skupinách se týmy utkaly dvoukolově každý s každým doma a venku. První dva celky z každé skupiny postoupily na MS.

## Skupina 1
| Poř. | Tým         | Z  | V | R | P | VG | IG | +/- | B  |
| ---- | ----------- | -- | - | - | - | -- | -- | --- | -- |
| 1    | Itálie      | 10 | 7 | 2 | 1 | 22 | 7  | +15 | 16 |
| 2    | Švýcarsko   | 10 | 6 | 3 | 1 | 23 | 6  | +17 | 15 |
| 3    | Portugalsko | 10 | 6 | 2 | 2 | 18 | 5  | +13 | 14 |
| 4    | Skotsko     | 10 | 4 | 3 | 3 | 14 | 13 | +1  | 11 |
| 5    | Malta       | 10 | 1 | 1 | 8 | 3  | 23 | -20 | 3  |
| 6    | Estonsko    | 10 | 0 | 1 | 9 | 1  | 27 | -26 | 1  |

| Datum                        | Domácí      | Výsledek | Hosté       |
| ---------------------------- | ----------- | -------- | ----------- |
| 16. srpna 1992, Tallinn      | Estonsko    | 0 – 6    | Švýcarsko   |
| 9. září 1992, Bern           | Švýcarsko   | 3 – 1    | Skotsko     |
| 14. října 1992, Cagliari     | Itálie      | 2 – 2    | Švýcarsko   |
| 14. října 1992, Glasgow      | Skotsko     | 0 – 0    | Portugalsko |
| 25. října 1992, Valletta     | Malta       | 0 – 0    | Estonsko    |
| 18. listopadu 1992, Glasgow  | Skotsko     | 0 – 0    | Itálie      |
| 18. listopadu 1992, Bern     | Švýcarsko   | 3 – 0    | Malta       |
| 19. prosince 1992, Valletta  | Malta       | 1 – 2    | Itálie      |
| 24. ledna 1993, Valletta     | Malta       | 0 – 1    | Portugalsko |
| 17. února 1993, Glasgow      | Skotsko     | 3 – 0    | Malta       |
| 24. února 1993, Porto        | Portugalsko | 1 – 3    | Itálie      |
| 24. března 1993, Palermo     | Itálie      | 6 – 1    | Malta       |
| 31. března 1993, Bern        | Švýcarsko   | 1 – 1    | Portugalsko |
| 14. dubna 1993, Terst        | Itálie      | 2 – 0    | Estonsko    |
| 17. dubna 1993, Valletta     | Malta       | 0 – 2    | Švýcarsko   |
| 28. dubna 1993, Lisabon      | Portugalsko | 5 – 0    | Skotsko     |
| 1. května 1993, Bern         | Švýcarsko   | 1 – 0    | Itálie      |
| 12. května 1993, Tallinn     | Estonsko    | 0 – 1    | Malta       |
| 19. května 1993, Tallinn     | Estonsko    | 0 – 3    | Skotsko     |
| 2. června 1993, Aberdeen     | Skotsko     | 3 – 1    | Estonsko    |
| 19. června 1993, Porto       | Portugalsko | 4 – 0    | Malta       |
| 5. září 1993, Tallinn        | Estonsko    | 0 – 2    | Portugalsko |
| 8. září 1993, Aberdeen       | Skotsko     | 1 – 1    | Švýcarsko   |
| 22. září 1993, Tallinn       | Estonsko    | 0 – 3    | Itálie      |
| 13. října 1993, Porto        | Portugalsko | 1 – 0    | Švýcarsko   |
| 13. října 1993, Řím          | Itálie      | 3 – 1    | Skotsko     |
| 10. listopadu 1993, Porto    | Portugalsko | 3 – 0    | Estonsko    |
| 17. listopadu 1993, Milan    | Itálie      | 1 – 0    | Portugalsko |
| 17. listopadu 1993, Valletta | Malta       | 0 – 2    | Skotsko     |
| 17. listopadu 1993, Curych   | Švýcarsko   | 4 – 0    | Estonsko    |

Týmy Itálie a Švýcarsko postoupily na Mistrovství světa ve fotbale 1994.

## Skupina 2
| Poř. | Tým        | Z  | V | R | P | VG | IG | +/- | B  |
| ---- | ---------- | -- | - | - | - | -- | -- | --- | -- |
| 1    | Norsko     | 10 | 7 | 2 | 1 | 25 | 5  | +20 | 16 |
| 2    | Nizozemsko | 10 | 6 | 3 | 1 | 29 | 9  | +20 | 15 |
| 3    | Anglie     | 10 | 5 | 3 | 2 | 26 | 9  | +17 | 13 |
| 4    | Polsko     | 10 | 3 | 2 | 5 | 10 | 15 | -5  | 8  |
| 5    | Turecko    | 10 | 3 | 1 | 6 | 11 | 19 | -8  | 7  |
| 6    | San Marino | 10 | 0 | 1 | 9 | 2  | 46 | -44 | 1  |

| Datum                        | Domácí     | Výsledek | Hosté      |
| ---------------------------- | ---------- | -------- | ---------- |
| 9. září 1992, Oslo           | Norsko     | 10 – 1   | San Marino |
| 23. září 1992, Poznaň        | Polsko     | 1 – 0    | Turecko    |
| 23. září 1992, Oslo          | Norsko     | 2 – 1    | Nizozemsko |
| 7. října 1992, Serravalle    | San Marino | 0 – 2    | Norsko     |
| 14. října 1992, Londýn       | Anglie     | 1 – 1    | Norsko     |
| 14. října 1992, Rotterdam    | Nizozemsko | 2 – 2    | Polsko     |
| 28. října 1992, Ankara       | Turecko    | 4 – 1    | San Marino |
| 18. listopadu 1992, Londýn   | Anglie     | 4 – 0    | Turecko    |
| 16. prosince 1992, Istanbul  | Turecko    | 1 – 3    | Nizozemsko |
| 17. února 1993, Londýn       | Anglie     | 6 – 0    | San Marino |
| 24. února 1993, Utrecht      | Nizozemsko | 3 – 1    | Turecko    |
| 10. března 1993, Serravalle  | San Marino | 0 – 0    | Turecko    |
| 24. března 1993, Utrecht     | Nizozemsko | 6 – 0    | San Marino |
| 31. března 1993, Smyrna      | Turecko    | 0 – 2    | Anglie     |
| 28. dubna 1993, Londýn       | Anglie     | 2 – 2    | Nizozemsko |
| 28. dubna 1993, Oslo         | Norsko     | 3 – 1    | Turecko    |
| 28. dubna 1993, Lodž         | Polsko     | 1 – 0    | San Marino |
| 19. května 1993, Serravalle  | San Marino | 0 – 3    | Polsko     |
| 29. května 1993, Chořov      | Polsko     | 1 – 1    | Anglie     |
| 2. června 1993, Oslo         | Norsko     | 2 – 0    | Anglie     |
| 9. června 1993, Rotterdam    | Nizozemsko | 0 – 0    | Norsko     |
| 8. září 1993, Londýn         | Anglie     | 3 – 0    | Polsko     |
| 22. září 1993, Oslo          | Norsko     | 1 – 0    | Polsko     |
| 22. září 1993, Boloň         | San Marino | 0 – 7*   | Nizozemsko |
| 13. října 1993, Rotterdam    | Nizozemsko | 2 – 0    | Anglie     |
| 13. října 1993, Poznaň       | Polsko     | 0 – 3    | Norsko     |
| 27. října 1993, Istanbul     | Turecko    | 2 – 1    | Polsko     |
| 10. listopadu 1993, Istanbul | Turecko    | 2 – 1    | Norsko     |
| 17. listopadu 1993, Boloň    | San Marino | 1 – 7*   | Anglie     |
| 17. listopadu 1993, Poznaň   | Polsko     | 1 – 3    | Nizozemsko |

(*)Hráno na neutrální půdě.
Týmy Norsko a Nizozemsko postoupily na Mistrovství světa ve fotbale 1994.

## Skupina 3
| Poř. | Tým           | Z  | V | R | P | VG | IG | +/- | B  |
| ---- | ------------- | -- | - | - | - | -- | -- | --- | -- |
| 1    | Španělsko     | 12 | 8 | 3 | 1 | 27 | 4  | +23 | 19 |
| 2    | Irsko         | 12 | 7 | 4 | 1 | 19 | 6  | +13 | 18 |
| 3    | Dánsko        | 12 | 7 | 4 | 1 | 15 | 2  | +13 | 18 |
| 4    | Severní Irsko | 12 | 5 | 3 | 4 | 14 | 13 | +1  | 13 |
| 5    | Litva         | 12 | 2 | 3 | 7 | 8  | 21 | -13 | 7  |
| 6    | Lotyšsko      | 12 | 0 | 5 | 7 | 4  | 21 | -17 | 5  |
| 7    | Albánie       | 12 | 1 | 2 | 9 | 6  | 26 | -20 | 4  |

| Datum                       | Domácí        | Výsledek | Hosté         |
| --------------------------- | ------------- | -------- | ------------- |
| 28. dubna 1992, Sevilla     | Španělsko     | 3 – 0    | Albánie       |
| 28. dubna 1992, Belfast     | Severní Irsko | 2 – 2    | Litva         |
| 26. května 1992, Dublin     | Irsko         | 2 – 0    | Albánie       |
| 3. června 1992, Tirana      | Albánie       | 1 – 0    | Litva         |
| 12. srpna 1992, Riga        | Lotyšsko      | 1 – 2    | Litva         |
| 26. srpna 1992, Riga        | Lotyšsko      | 0 – 0    | Dánsko        |
| 9. září 1992, Dublin        | Irsko         | 4 – 0    | Lotyšsko      |
| 9. září 1992, Belfast       | Severní Irsko | 3 – 0    | Albánie       |
| 23. září 1992, Vilnius      | Litva         | 0 – 0    | Dánsko        |
| 23. září 1992, Riga         | Lotyšsko      | 0 – 0    | Španělsko     |
| 14. října 1992, Kodaň       | Dánsko        | 0 – 0    | Irsko         |
| 14. října 1992, Belfast     | Severní Irsko | 0 – 0    | Španělsko     |
| 28. října 1992, Vilnius     | Litva         | 1 – 1    | Lotyšsko      |
| 11. listopadu 1992, Tirana  | Albánie       | 1 – 1    | Lotyšsko      |
| 18. listopadu 1992, Belfast | Severní Irsko | 0 – 1    | Dánsko        |
| 18. listopadu 1992, Sevilla | Španělsko     | 0 – 0    | Irsko         |
| 16. prosince 1992, Sevilla  | Španělsko     | 5 – 0    | Lotyšsko      |
| 17. února 1993, Tirana      | Albánie       | 1 – 2    | Severní Irsko |
| 24. února 1993, Sevilla     | Španělsko     | 5 – 0    | Litva         |
| 31. března 1993, Kodaň      | Dánsko        | 1 – 0    | Španělsko     |
| 31. března 1993, Dublin     | Irsko         | 3 – 0    | Severní Irsko |
| 14. dubna 1993, Kodaň       | Dánsko        | 2 – 0    | Lotyšsko      |
| 14. dubna 1993, Vilnius     | Litva         | 3 – 1    | Albánie       |
| 28. dubna 1993, Dublin      | Irsko         | 1 – 1    | Dánsko        |
| 28. dubna 1993, Sevilla     | Španělsko     | 3 – 1    | Severní Irsko |
| 15. května 1993, Riga       | Lotyšsko      | 0 – 0    | Albánie       |
| 25. května 1993, Vilnius    | Litva         | 0 – 1    | Severní Irsko |
| 26. května 1993, Tirana     | Albánie       | 1 – 2    | Irsko         |
| 2. června 1993, Kodaň       | Dánsko        | 4 – 0    | Albánie       |
| 2. června 1993, Riga        | Lotyšsko      | 1 – 2    | Severní Irsko |
| 2. června 1993, Vilnius     | Litva         | 0 – 2    | Španělsko     |
| 9. června 1993, Riga        | Lotyšsko      | 0 – 2    | Irsko         |
| 16. června 1993, Vilnius    | Litva         | 0 – 1    | Irsko         |
| 25. srpna 1993, Kodaň       | Dánsko        | 4 – 0    | Litva         |
| 8. září 1993, Tirana        | Albánie       | 0 – 1    | Dánsko        |
| 8. září 1993, Dublin        | Irsko         | 2 – 0    | Litva         |
| 8. září 1993, Belfast       | Severní Irsko | 2 – 0    | Lotyšsko      |
| 22. září 1993, Tirana       | Albánie       | 1 – 5    | Španělsko     |
| 13. října 1993, Kodaň       | Dánsko        | 1 – 0    | Severní Irsko |
| 13. října 1993, Dublin      | Irsko         | 1 – 3    | Španělsko     |
| 17. listopadu 1993, Belfast | Severní Irsko | 1 – 1    | Irsko         |
| 17. listopadu 1993, Sevilla | Španělsko     | 1 – 0    | Dánsko        |

Týmy Španělsko a Irsko postoupily na Mistrovství světa ve fotbale 1994.

## Skupina 4
| Poř. | Tým             | Z  | V | R | P  | VG | IG | +/- | B  |
| ---- | --------------- | -- | - | - | -- | -- | -- | --- | -- |
| 1    | Rumunsko        | 10 | 7 | 1 | 2  | 29 | 12 | +17 | 15 |
| 2    | Belgie          | 10 | 7 | 1 | 2  | 16 | 5  | +11 | 15 |
| 3    | Československo  | 10 | 4 | 5 | 1  | 21 | 9  | +12 | 13 |
| 4    | Wales           | 10 | 5 | 2 | 3  | 19 | 12 | +7  | 12 |
| 5    | Kypr            | 10 | 2 | 1 | 7  | 8  | 18 | -10 | 5  |
| 6    | Faerské ostrovy | 10 | 0 | 0 | 10 | 1  | 38 | -37 | 0  |

| Datum                        | Domácí          | Výsledek | Hosté           |
| ---------------------------- | --------------- | -------- | --------------- |
| 22. dubna 1992, Brusel       | Belgie          | 1 – 0    | Kypr            |
| 6. května 1992, Bukurešť     | Rumunsko        | 7 – 0    | Faerské ostrovy |
| 20. května 1992, Bukurešť    | Rumunsko        | 5 – 1    | Wales           |
| 3. června 1992, Toftir       | Faerské ostrovy | 0 – 3    | Belgie          |
| 16. června 1992, Toftir      | Faerské ostrovy | 0 – 2    | Kypr            |
| 2. září 1992, Praha          | Československo  | 1 – 2    | Belgie          |
| 9. září 1992, Cardiff        | Wales           | 6 – 0    | Faerské ostrovy |
| 23. září 1992, Košice        | Československo  | 4 – 0    | Faerské ostrovy |
| 14. října 1992, Brusel       | Belgie          | 1 – 0    | Rumunsko        |
| 14. října 1992, Nikósie      | Kypr            | 0 – 1    | Wales           |
| 14. listopadu 1992, Bukurešť | Rumunsko        | 1 – 1    | Československo  |
| 18. listopadu 1992, Brusel   | Belgie          | 2 – 0    | Wales           |
| 29. listopadu 1992, Larnaka  | Kypr            | 1 – 4    | Rumunsko        |
| 13. února 1993, Nikósie      | Kypr            | 0 – 3    | Belgie          |
| 24. března 1993, Lemesos     | Kypr            | 1 – 1    | Československo  |
| 31. března 1993, Cardiff     | Wales           | 2 – 0    | Belgie          |
| 14. dubna 1993, Bukurešť     | Rumunsko        | 2 – 1    | Kypr            |
| 25. dubna 1993, Lemesos      | Kypr            | 3 – 1    | Faerské ostrovy |
| 28. dubna 1993, Ostrava      | Československo  | 1 – 1    | Wales           |
| 22. května 1993, Brusel      | Belgie          | 3 – 0    | Faerské ostrovy |
| 2. června 1993, Košice       | Československo  | 5 – 2    | Rumunsko        |
| 6. června 1993, Toftir       | Faerské ostrovy | 0 – 3    | Wales           |
| 16. června 1993, Toftir      | Faerské ostrovy | 0 – 3    | Československo  |
| 8. září 1993, Cardiff        | Wales           | 2 – 2    | Československo  |
| 8. září 1993, Toftir         | Faerské ostrovy | 0 – 4    | Rumunsko        |
| 13. října 1993, Bukurešť     | Rumunsko        | 2 – 1    | Belgie          |
| 13. října 1993, Cardiff      | Wales           | 2 – 0    | Kypr            |
| 27. října 1993, Košice       | Československo  | 3 – 0    | Kypr            |
| 17. listopadu 1993, Cardiff  | Wales           | 1 – 2    | Rumunsko        |
| 17. listopadu 1993, Brusel   | Belgie          | 0 – 0    | Československo  |

Od ledna 1993 se Československo rozdělilo na Českou a Slovenskou republiku. Obě země pokračovaly v kvalifikaci společně a fotbalově se rozdělily až po skončení kvalifikace.
Týmy Rumunsko a Belgie postoupily na Mistrovství světa ve fotbale 1994.

## Skupina 5
Jugoslávie byla suspendována FIFA kvůli válce v Jugoslávii.
| Poř. | Tým         | Z | V | R | P | VG | IG | +/- | B  |
| ---- | ----------- | - | - | - | - | -- | -- | --- | -- |
| 1    | Řecko       | 8 | 6 | 2 | 0 | 10 | 2  | +8  | 14 |
| 2    | Rusko       | 8 | 5 | 2 | 1 | 15 | 4  | +11 | 12 |
| 3    | Island      | 8 | 3 | 2 | 3 | 7  | 6  | +1  | 8  |
| 4    | Maďarsko    | 8 | 2 | 1 | 5 | 6  | 11 | -5  | 5  |
| 5    | Lucembursko | 8 | 0 | 1 | 7 | 2  | 17 | -15 | 1  |

| Datum                      | Domácí      | Výsledek | Hosté       |
| -------------------------- | ----------- | -------- | ----------- |
| 13. května 1992, Athény    | Řecko       | 1 – 0    | Island      |
| 3. června 1992, Budapešť   | Maďarsko    | 1 – 2    | Island      |
| 9. září 1992, Lucemburk    | Lucembursko | 0 – 3    | Maďarsko    |
| 7. října 1992, Reykjavík   | Island      | 0 – 1    | Řecko       |
| 14. října 1992, Moskva     | Rusko       | 1 – 0    | Island      |
| 28. října 1992, Moskva     | Rusko       | 2 – 0    | Lucembursko |
| 11. listopadu 1992, Soluň  | Řecko       | 0 – 0    | Maďarsko    |
| 17. února 1993, Athény     | Řecko       | 2 – 0    | Lucembursko |
| 31. března 1993, Budapešť  | Maďarsko    | 0 – 1    | Řecko       |
| 14. dubna 1993, Lucemburk  | Lucembursko | 0 – 4    | Rusko       |
| 28. dubna 1993, Moskva     | Rusko       | 3 – 0    | Maďarsko    |
| 20. května 1993, Lucemburk | Lucembursko | 1 – 1    | Island      |
| 23. května 1993, Moskva    | Rusko       | 1 – 1    | Řecko       |
| 2. června 1993, Reykjavík  | Island      | 1 – 1    | Rusko       |
| 16. června 1993, Reykjavík | Island      | 2 – 0    | Maďarsko    |
| 8. září 1993, Budapešť     | Maďarsko    | 1 – 3    | Rusko       |
| 8. září 1993, Reykjavík    | Island      | 1 – 0    | Lucembursko |
| 12. října 1993, Lucemburk  | Lucembursko | 1 – 3    | Řecko       |
| 27. října 1993, Budapešť   | Maďarsko    | 1 – 0    | Lucembursko |
| 17. listopadu 1993, Athény | Řecko       | 1 – 0    | Rusko       |

Týmy Řecko a Rusko postoupily na Mistrovství světa ve fotbale 1994.

## Skupina 6
| Poř. | Tým       | Z  | V | R | P | VG | IG | +/- | B  |
| ---- | --------- | -- | - | - | - | -- | -- | --- | -- |
| 1    | Švédsko   | 10 | 6 | 3 | 1 | 19 | 8  | +11 | 15 |
| 2    | Bulharsko | 10 | 6 | 2 | 2 | 19 | 10 | +9  | 14 |
| 3    | Francie   | 10 | 6 | 1 | 3 | 17 | 10 | +7  | 13 |
| 4    | Rakousko  | 10 | 3 | 2 | 5 | 15 | 16 | -1  | 8  |
| 5    | Finsko    | 10 | 2 | 1 | 7 | 9  | 18 | -9  | 5  |
| 6    | Izrael    | 10 | 1 | 3 | 6 | 10 | 27 | -17 | 5  |

| Datum                         | Domácí    | Výsledek | Hosté     |
| ----------------------------- | --------- | -------- | --------- |
| 14. května 1992, Helsinky     | Finsko    | 0 – 3    | Bulharsko |
| 9. září 1992, Helsinky        | Finsko    | 0 – 1    | Švédsko   |
| 9. září 1992, Sofia           | Bulharsko | 2 – 0    | Francie   |
| 7. října 1992, Stockholm      | Švédsko   | 2 – 0    | Bulharsko |
| 14. října 1992, Paříž         | Francie   | 2 – 0    | Rakousko  |
| 28. října 1992, Vídeň         | Rakousko  | 5 – 2    | Izrael    |
| 11. listopadu 1992, Ramat Gan | Izrael    | 1 – 3    | Švédsko   |
| 14. listopadu 1992, Paříž     | Francie   | 2 – 1    | Finsko    |
| 2. prosince 1992, Ramat Gan   | Izrael    | 0 – 2    | Bulharsko |
| 17. února 1993, Ramat Gan     | Izrael    | 0 – 4    | Francie   |
| 27. března 1993, Vídeň        | Rakousko  | 0 – 1    | Francie   |
| 14. dubna 1993, Vídeň         | Rakousko  | 3 – 1    | Bulharsko |
| 28. dubna 1993, Paříž         | Francie   | 2 – 1    | Švédsko   |
| 28. dubna 1993, Sofia         | Bulharsko | 2 – 0    | Finsko    |
| 12. května 1993, Sofia        | Bulharsko | 2 – 2    | Izrael    |
| 13. května 1993, Pori         | Finsko    | 3 – 1    | Rakousko  |
| 19. května 1993, Stockholm    | Švédsko   | 1 – 0    | Rakousko  |
| 2. června 1993, Stockholm     | Švédsko   | 5 – 0    | Izrael    |
| 16. června 1993, Helsinky     | Finsko    | 0 – 0    | Izrael    |
| 22. srpna 1993, Stockholm     | Švédsko   | 1 – 1    | Francie   |
| 25. srpna 1993, Vídeň         | Rakousko  | 3 – 0    | Finsko    |
| 8. září 1993, Tampere         | Finsko    | 0 – 2    | Francie   |
| 8. září 1993, Sofia           | Bulharsko | 1 – 1    | Švédsko   |
| 13. října 1993, Sofia         | Bulharsko | 4 – 1    | Rakousko  |
| 13. října 1993, Paříž         | Francie   | 2 – 3    | Izrael    |
| 13. října 1993, Stockholm     | Švédsko   | 3 – 2    | Finsko    |
| 27. října 1993, Ramat Gan     | Izrael    | 1 – 1    | Rakousko  |
| 10. listopadu 1993, Vídeň     | Rakousko  | 1 – 1    | Švédsko   |
| 10. listopadu 1993, Ramat Gan | Izrael    | 1 – 3    | Finsko    |
| 17. listopadu 1993, Paříž     | Francie   | 1 – 2    | Bulharsko |

Týmy Švédsko a Bulharsko postoupily na Mistrovství světa ve fotbale 1994.